# Omega (Epica)
Omega (reso graficamente Ωmega) è l'ottavo album in studio del gruppo musicale olandese Epica, pubblicato il 26 febbraio 2021 dalla Nuclear Blast.

## Antefatti
Secondo Mark Jansen, Omega è frutto di un lavoro di squadra mai così stretto. In effetti, come ha spiegato Simone Simons, dopo aver iniziato a comporre separatamente, nel novembre 2019 lei e gli altri componenti del gruppo hanno affittato un villino per una settimana al fine di lavorare fisicamente ai brani piuttosto che scambiarsi i vari file via e-mail.
Il 1º febbraio 2020 Simons ha annunciato tramite Instagram che il gruppo ha terminato la pre-produzione dell'album; due giorni dopo sono iniziate le registrazioni presso gli studi Sandlane Recording Facilities di Rijen, nei Paesi Bassi, sotto la guida dei produttori Joost van den Broek e Jos Driessen. Per il nuovo album sono stati usati due cori, il PA'dam Chamber Choir già presente nei due album precedenti e un ulteriore coro composto da sessanta voci bianche; gli Epica hanno inoltre deciso di avvalersi della The City of Prague Philharmonic Orchestra e di usare strumenti etnici registrati in India. I controcanti sono stati invece eseguiti da Marcela Bovio e Linda Janssen. In Code of Life ha prestato la sua voce anche Zaher Zorgati dei Myrath., mentre Vicky Psarakis dei The Agonist e Paul Babikian hanno eseguito delle parti recitate rispettivamente in Twilight Reverie - The Hypnagogic State e in Abyss of Time - Countdown to Singularity.
Per via delle misure di contrasto alla pandemia di COVID-19 messe in atto dagli stati europei, Jansen ha dovuto registrare le proprie parti vocali nel proprio home studio a Serradifalco, in Italia; invece Simons ad aprile si è rivolta ai Bader Studios di Weil der Stadt, all'interno del distretto tedesco di Stoccarda, dove vive. Durante questo periodo, Simons ha sofferto di forte insonnia e ha dovuto prendere dei farmaci che l'hanno ulteriormente ostacolata nelle registrazioni. A inizio maggio la band si è potuta riunire di nuovo presso gli studi Sandlane Recording Facilities per ultimare i rifacimenti acustici di quattro brani dell'album.
Per l'album è stato registrato anche il brano Until We Meet Again, che però non ha superato la selezione finale.

## Tematiche
Il titolo dell'album, che in origine sarebbe dovuto essere The Omega Point, è stato motivato da Mark Jansen con la volontà di concludere la «trilogia metafisica» iniziata con The Quantum Enigma e proseguita con The Holographic Principle; fa inoltre riferimento alla teoria del Punto Omega di Pierre Teilhard de Chardin, secondo la quale l'universo tenderà ad aumentare la propria complessità fino a un punto critico oltre cui le coscienze si unificheranno e gli individui verranno assorbiti nell'Uno, ponendo fine al dualismo. Questo tema è stato trattato in particolar modo nel testo di Omega - Sovereign of the Sun Spheres, scritto da Jansen e che risente anche dell'influenza dalla filosofia indiana.
Al tema principale dell'album si lega profondamente quello del rapporto fra Yin e Yang, luce e ombra, vita e morte; in ciò Jansen ha indicato come fonte d'ispirazione la tavola di smeraldo attribuita a Ermete Trismegisto. Jansen e Simons hanno ampliato il tema parlando di equilibri nei rapporti con se stessi, coi propri pensieri, con gli altri esseri umani e con l'ambiente.
Il tema dell'equilibrio interiore è stato trattato da Simons in Synergize - Manic Manifest, che si focalizza sul togliere alla depressione il controllo delle proprie azioni e sull'accettare le ombre dentro di sé, e da Jansen in Abyss of Time - Countdown to Singularity, che punta l'attenzione sul sentirsi un tutt'uno con il mondo, e in Freedom - The Wolves Within, ispirato da un racconto Cherokee su due lupi metaforici che si scontrano nell'animo umano.
Simons ha scritto inoltre i testi di Rivers, che parla del cercare la speranza nell'incertezza della vita, di The Skeleton Key, che è stato ispirato dal film Inception e parla di come i sogni permettano l'accesso agli aspetti più profondi del sé, di Gaia, che parla della crisi climatica, e di Code of Life, che parla dei rischi dell'editing genomico sull'uomo ed è stato ispirato dalla serie TV documentaristica Unnatural Selection. Jansen è invece l'autore dei testi di Seal of Solomon, che parla di esoterismo, e di Twilight Reverie - The Hypnagogic State, che parla della fragile ma intensa lucidità che precede l'addormentamento.
Jansen ha scritto inoltre il testo di Kingdom of Heaven ~ Part III - The Antediluvian Universe, suite divisa in sei movimenti interni e che costituisce la terza parte di Kingdom of Heaven, presente in Design Your Universe e la cui seconda parte dà il titolo a The Quantum Enigma. La posizione del brano all'interno dell'album non è casuale: il numero 8, ruotato di novanta gradi, è il simbolo dell'infinito e il brano parla proprio dell'infinito dopo il finito, ossia dell'oltretomba; tratta anche il tema del rapporto fra scienza e spiritualità nella ricerca del significato del ciclo di vita e morte. Il brano è dedicato alla nonna di Delahaye, deceduta durante la fase di scrittura dell'album, e a quella di Jansen, deceduta durante la scrittura della prima Kingdom of Heaven.

## Stile musicale
Omega è stato talvolta definito come un punto d'incontro fra i primi album degli Epica e le loro evoluzioni più recenti; per via dell'uso di un'orchestra più ampia delle precedenti e di ben due cori, è stato anche definito come molto cinematografico. Inoltre la critica ha rilevato, a seconda del brano, influenze progressive, power, death, thrash, melodic black, groove, gothic, pop od oriental folk ispirato alla musica araba e indiana. A proposito di quest'ultimo elemento, Delahaye ha affermato che la band ha avuto un approccio un po' differente dal solito nei confronti della musica etnica.
Simons pensa che Omega sintetizzi bene il percorso degli Epica; ha inoltre spiegato che è stata tenuta molto in considerazione la capacità dei brani di risultare ritmicamente e melodicamente coinvolgenti quando eseguiti dal vivo. Ad aver orientato la selezione e l'ordine dei brani, fra loro variegati, è stata anche la volontà di rendere equilibrato l'album. Questo è stato dichiaratamente basato, più di altri, sui contrasti musicali. In confronto a The Holographic Principle, la critica ha inoltre messo in evidenza l'uso di melodie ancora più immediate e strutture generalmente più semplici, portando così a un riavvicinamento a The Quantum Enigma. Ciò è bilanciato dalla presenza di cambi di tempo, di cui alcuni dispari, di riff e assoli tecnicamente curati e di sezioni di metal estremo.
Interrogato sulla produzione di Omega, Jansen ha spiegato che il gruppo ha optato per un missaggio meno pieno e sovraccarico rispetto a quanto operato con il precedente The Holographic Principle, che il musicista ha definito faticoso da ascoltare per via dei suoi muri sonori; l'approccio è stato quindi più dinamico, favorendo nel missaggio talvolta alcuni strumenti e talvolta altri. Tali scelte produttive sono state molto apprezzate dalla critica specializzata.

## Promozione
Inizialmente programmato per ottobre 2020, l'album è stato pubblicato il 26 febbraio 2021 nelle versioni CD standard, digibook con due CD di cui il secondo acustico, earbook con quattro CD di cui il terzo strumentale e il quarto orchestrale, doppio vinile, per il download digitale e lo streaming. Fra i quattro brani presenti nel CD acustico, pubblicato anche a parte come Omegacoustic, c'è il primo degli Epica cantato parzialmente in lingua spagnola.
Il 9 ottobre 2020 gli Epica hanno pubblicato come primo singolo Abyss of Time - Countdown to Singularity, promosso anche dal relativo video girato in Polonia; contestualmente sono stati aperti i preordini per l'album. Il 27 novembre è stato pubblicato il secondo singolo Freedom - The Wolves Within, per il quale è stato creato un videoclip animato. Il 18 dicembre è stata la volta del video di Abyss O'Time, versione acustica di Abyss of Time - Countdown to Singularity, pubblicato anche come singolo digitale. Come terzo singolo è stato estratto Rivers, uscito il 22 gennaio insieme al video, mentre il 15 febbraio seguente è stato presentato Omegacoustic, versione acustica di Omega - Sovereign of the Sun Spheres, insieme al relativo video. Il 26 febbraio, in contemporanea alla pubblicazione dell'album, è stato diffuso il video di The Skeleton Key, girato dallo stesso team di Abyss of Time - Countdown to Singularity; il brano è stato successivamente pubblicato come singolo per il mercato brasiliano.
Il 12 giugno 2021 è andato in onda il concerto in live streaming intitolato Omega Alive, che ha visto il gruppo eseguire i brani di Omega per la prima volta dal vivo insieme ad altri brani della loro discografia; l'evento ha visto la partecipazione di vari acrobati circensi e ballerini e di due cori e il 3 dicembre successivo è stato pubblicato sotto forma di album dal vivo in vari formati fisici e digitali.
Nel maggio 2022 la band ha tenuto una serie di concerti in Messico per promuovere Omega, mentre in estate si è esibita in vari festival. Fra settembre e ottobre la band si è esibita in Nord America, in apertura al The Tour to End All Tours dei Sabaton, mentre fra novembre e dicembre la band si è esibita come unica headliner in Sud America; il 19 gennaio 2023 gli Epica hanno diffuso il video di un'esibizione dal vivo di Rivers tratta dal concerto di Santiago del Cile.
Fra gennaio e marzo 2023 gli Epica hanno intrapreso un'estesa tournée europea da co-headliner insieme agli Apocalyptica, con i Wheel in apertura. Il 9 marzo hanno reso disponibile una versione dal vivo di Rivers eseguita con gli Apocalyptica stessi e tratta dall'esibizione avvenuta presso l'AFAS Live di Amsterdam. Il 17 maggio, il 28 maggio e il 18 giugno il gruppo ha aperto le date dei Metallica rispettivamente allo Stade de France di Parigi, al Volksparkstadion di Amburgo e all'Ullevi di Göteborg, segnando i primi tre concerti in assoluto degli Epica negli stadi. Durante l'estate sono apparsi in vari festival principalmente come headliner (fa eccezione il concerto a Milano, dove hanno aperto agli Iron Maiden nel contesto del loro The Future Past Tour).

## Accoglienza
| Recensione            | Giudizio |
| --------------------- | -------- |
| Folk N' Rock          |          |
| Infernal Masquerade   | 95/100   |
| Kerrang!              |          |
| Metal Factory         |          |
| Metal Fan             | 85/100   |
| MetalForce            |          |
| Metal Hammer Italia   | 80/100   |
| Metal Hammer Portugal |          |
| Metal Hammer UK       |          |
| Metallized            | 87/100   |
| New Noise             |          |
| PlanetMosh            |          |
| Rock Sins             |          |
| Sonic Perspective     | 9.2/10   |
| SpazioRock            |          |
| Summa Inferno         |          |
| The Prog Mind         |          |

La critica specializzata ha accolto positivamente Omega, lodandone soprattutto la varietà stilistica presente fra i singoli brani e all'interno di essi. In generale a essere stato apprezzato maggiormente è stato il brano Kingdom of Heaven ~ Part III - The Antediluvian Universe , citato da vari critici come uno dei migliori brani di sempre degli Epica; altri brani spesso elogiati sono stati Omega - Sovereign of the Sun Spheres, Code of Life e Synergize - Manic Manifest, mentre l'accoglienza è stata mediamente tiepida nei confronti di Freedom - The Wolves Within.
Alejandro Melgar di Sonic Perspectives sostiene che il disco dimostra come gli Epica rimangano i «sovrani indiscussi del symphonic metal». Glenn van der Heijden di Dutch Metal Maniac ha lodato la capacità del gruppo di sintetizzare il proprio percorso musicale in Omega, fondendo elementi dei loro primi album con scelte stilistiche recenti. Per Antonio Arizti di Summa Inferno, un sound così radicato nella storia degli Epica riesce a non risultare prevedibile solo grazie alla varietà musicale presente nell'album; ciò è stato apprezzato anche da Laureline Tilkin di Tuonela Magazine, che si è focalizzata sull'oscillare fluido da melodie pop a violenti blast beat, e da Claire Frays di Rock Sins, che ha apprezzato soprattutto le composizioni orchestrali e la produzione. Secondo Raphael Siems di Metal Hammer Deutschland in Omega sono presenti anche alcuni elementi che, pur non alterando l'identità degli Epica, risultano nuovi e freschi. Andrea Bonarrigo di MetalForce li trova nel dinamismo emotivo messo in campo e negli strumenti etnici indiani, mentre Shawn Dudley di The Progressive Aspect nei breakdown e in alcune sezioni strumentali inaspettate per eccentricità e tecnica. La pensa diversamente Matthias Mineur di Metal Hammer Deutschland che, pur promuovendo l'album, definisce «banali» i suoi passaggi più orecchiabili.

## Tracce
1. Alpha - Anteludium – 1:38 (testo: Mark Jansen – musica: Mark Jansen, Epica)
2. Abyss of Time - Countdown to Singularity – 5:20 (testo: Mark Jansen – musica: Mark Jansen, Epica)
3. The Skeleton Key – 5:06 (testo: Simone Simons – musica: Rob van der Loo, Epica)
4. Seal of Solomon – 5:28 (testo: Mark Jansen – musica: Mark Jansen, Epica)
5. Gaia – 4:46 (testo: Simone Simons – musica: Ariën van Weesenbeek, Epica)
6. Code of Life – 5:58 (testo: Simone Simons – musica: Coen Janssen, Epica)
7. Freedom - The Wolves Within – 5:37 (testo: Mark Jansen – musica: Mark Jansen, Epica)
8. Kingdom of Heaven ~ Part III - The Antediluvian Universe – 13:24 (testo: Mark Jansen – musica: Isaac Delahaye, Mark Jansen, Epica)
9. Rivers – 4:48 (testo: Simone Simons – musica: Rob van der Loo, Epica)
10. Synergize - Manic Manifest – 6:36 (testo: Simone Simons – musica: Isaac Delahaye, Epica)
11. Twilight Reverie - The Hypnagogic State – 4:29 (testo: Mark Jansen – musica: Mark Jansen, Epica)
12. Omega - Sovereign of the Sun Spheres – 7:06 (testo: Mark Jansen – musica: Isaac Delahaye, Epica)

Omegacoustic – CD 2 presente nelle edizioni Digibook, Earbook e digitale
1. Rivers (A capella) – 4:34 (testo: Simone Simons – musica: Rob van der Loo, Epica)
2. Abyss O'Time – 4:13 (testo: Mark Jansen – musica: Mark Jansen, Epica)
3. Omegacoustic – 4:29 (testo: Mark Jansen – musica: Isaac Delahaye, Epica)
4. El código vital – 3:50 (testo: Simone Simons – musica: Coen Janssen, Epica)

Omega Instrumental – CD 3 presente nell'edizione Earbook
1. Alpha - Anteludium – 1:38 (musica: Mark Jansen, Epica)
2. Abyss of Time - Countdown to Singularity – 5:20 (musica: Mark Jansen, Epica)
3. The Skeleton Key – 5:06 (musica: Rob van der Loo, Epica)
4. Seal of Solomon – 5:28 (musica: Mark Jansen, Epica)
5. Gaia – 4:46 (musica: Ariën van Weesenbeek, Epica)
6. Code of Life – 5:58 (musica: Coen Janssen, Epica)
7. Freedom - The Wolves Within – 5:37 (musica: Mark Jansen, Epica)
8. Kingdom of Heaven ~ Part III - The Antediluvian Universe – 13:24 (musica: Isaac Delahaye, Mark Jansen, Epica)
9. Rivers – 4:48 (musica: Rob van der Loo, Epica)
10. Synergize - Manic Manifest – 6:36 (musica: Isaac Delahaye, Epica)
11. Twilight Reverie - The Hypnagogic State – 4:29 (musica: Mark Jansen, Epica)
12. Omega - Sovereign of the Sun Spheres – 7:06 (musica: Isaac Delahaye, Epica)

Opus Omega – CD 4 presente nell'edizione Earbook
1. Alpha - Anteludium – 1:38 (testo: Mark Jansen – musica: Mark Jansen, Epica)
2. Abyss of Time - Countdown to Singularity – 5:20 (testo: Mark Jansen – musica: Mark Jansen, Epica)
3. The Skeleton Key – 5:06 (testo: Simone Simons – musica: Rob van der Loo, Epica)
4. Seal of Solomon – 5:28 (testo: Mark Jansen – musica: Mark Jansen, Epica)
5. Gaia – 4:46 (testo: Simone Simons – musica: Ariën van Weesenbeek, Epica)
6. Code of Life – 5:58 (testo: Simone Simons – musica: Coen Janssen, Epica)
7. Freedom - The Wolves Within – 5:37 (testo: Mark Jansen – musica: Mark Jansen, Epica)
8. Kingdom of Heaven ~ Part III - The Antediluvian Universe – 13:24 (testo: Mark Jansen – musica: Isaac Delahaye, Mark Jansen, Epica)
9. Rivers – 4:48 (testo: Simone Simons – musica: Rob van der Loo, Epica)
10. Synergize - Manic Manifest – 6:36 (testo: Simone Simons – musica: Isaac Delahaye, Epica)
11. Twilight Reverie - The Hypnagogic State – 4:29 (testo: Mark Jansen – musica: Mark Jansen, Epica)
12. Omega - Sovereign of the Sun Spheres – 7:06 (testo: Mark Jansen – musica: Isaac Delahaye, Epica)

## Formazione

### Omega
Gruppo
- Simone Simons – voce, cori
- Mark Jansen – grunt, chitarra ritmica
- Isaac Delahaye – chitarra solista, ritmica e acustica, percussioni orchestrali
- Coen Janssen – sintetizzatore, pianoforte, glockenspiel, campane tubolari, percussioni orchestrali, grancassa, bonghi, cimbalini a dita, tamburello, shaker, chimes, arrangiamenti orchestrali e del coro, campionatore ed effetti aggiuntivi
- Rob van der Loo – basso
- Ariën van Weesenbeek – batteria, grunt aggiuntivi, percussioni orchestrali

Altri musicisti
- Marcela Bovio – cori
- Linda Janssen – cori
- Sandip Banerjee – sitar, santur, sarod, flauto indiano, didgeridoo, tabla, mridangam, ghatam, pakhwaz, tavil, ganjira, dafli, gang
- Jeroen Goossens – flauto, flauto basso, ottavino, clarinetto, ney, low whistle, tin whistle, flauto indiano
- Joost van den Broek – co-scrittura delle linee vocali, conga, arrangiamenti orchestrali, campionamenti ed effetti addizionali
- Igor Hobus – gong, rullante orchestrale, tom-tom orchestrali, piatto sospeso, cimbalini a dita, conga
- Sascha Paeth – co-scrittura delle linee vocali
- Ben Mathot – partiture orchestrali aggiuntive
- Jérôme Bailly – co-scrittura musicale (tracce 1, 2 e 11)
- Paul Babikian – voce narrante (traccia 2)
- Zaher Zorgati – voce aggiuntiva (traccia 6)
- Vicky Psarakis – voce narrante (traccia 11)

Kamerkoor PA'dam
- Maria van Nieukerken – direzione
- Martha Bosch – soprano
- Frédérique Klooster – soprano
- Annemieke Nuijten – soprano
- Alfrun Schmidt – soprano
- Karen Langnedonk – contralto
- Cecile Roovers – contralto
- Annemarie Verburg – contralto
- Annette Vermeulen – contralto
- Guido Groenland – tenore
- Henk Gunneman – tenore
- René Veen – tenore
- Joost van Velzen – tenore
- Jan Douwes – basso
- Jan Hoffmann – basso
- Martijn de Graaf Bierbrauwer – basso
- Angus van Grevenbroek – basso

Coro di voci bianche Zangschool BrabantTalent
- Gert Oude Sogtoen – direzione
- Floor-Anne van Vliet – vocal coaching
- Babette Barnhoorn – classe 1
- Tess van de Beek – classe 1
- Janita Bekkering – classe 1
- Fieke van den Bogaart – classe 1
- Suze van Haaren – classe 1
- Cato Janssen – classe 1
- Femme Janssen – classe 1
- Pepijn Janssen – classe 1
- Jasmijn Jeurissen – classe 1
- Victoria Karimov – classe 1
- Femke Kempkes – classe 1
- Emma Masarovic – classe 1
- India Mélotte – classe 1
- Sterre Mélotte – classe 1
- Veerke van Rooij – classe 1
- Fee Sannen – classe 1
- Hazel Setton – classe 1
- Juniper Setton – classe 1
- Poppy Setton – classe 1
- Bas Stokkermans – classe 1
- Miloe Verdoorn – classe 1
- Eva van de Wettering – classe 1
- Jula van de Wijngaard – classe 1
- Lieke van der Aa – classe 2
- Renske Bakker – classe 2
- Floris Bergen – classe 2
- Madeleine Dechesne – classe 2
- Anne Jacobs – classe 2
- Laura Kempkes – classe 2
- Luna Legel – classe 2
- Nina Megens – classe 2
- Julian van Neerven – classe 2
- Pam Roelofs – classe 2
- Noor Saras – classe 2
- Lotte Spohr – classe 2
- Job Stokkermans – classe 2
- Saar van Uden – classe 2
- Hugo Bergen – classe 3
- Annejet Beuker – classe 3
- Alex Boegheim – classe 3
- Pleun Couwenhoven – classe 3
- Roos Derks – classe 3
- Vincent van Duren – classe 3
- Ilse van Eek – classe 3
- Nienke van Eek – classe 3
- Jazz Fafié – classe 3
- Sarah Florie – classe 3
- Manou Garnier – classe 3
- Anne van Hoek – classe 3
- Eline van den Hoven – classe 3
- Daan Karstens – classe 3
- Laura van Kollenburg – classe 3
- Zoë Loeffen – classe 3
- Renee Meenderink – classe 3
- Saar Muis – classe 3
- Anne Pepers – classe 3
- Elin Rikken – classe 3
- Pleun Tibosch – classe 3
- Marloes Woudsma – classe 3
- Holly van Zoggel – classe 3

The City of Prague Philharmonic Orchestra
- Adam Klemens – direzione
- Marie Dvorská – primo violino
- Petr Pavlíček – violino
- Jana Hřebíková – violino
- Milan Lajčík – violino
- Miluše Kaudersová – violino
- Bohumil Kotmel – violino
- Petra Bohm – violino
- Karla Lobovská – violino
- Karel Vidimský – violino
- Miloš Černý – violino
- Iva Jaške Příhonská – violino
- Libor Kaňka – violino
- Miroslav Kosina – violino
- Anna Lundáková – violino
- Ondřejka Dlouhá – violino
- Igor Lecian – violino
- Jiři Sládek – violino
- Stanislav Rada – violino
- Lukáš Cach – viola
- Miroslav Novotný – viola
- Tomáš Kamarýt – viola
- Boris Goldstein – viola
- Jaromír Páviček – viola
- Milan Souček – viola
- Martin Adamovič – viola
- Marek Elznic – violoncello
- Pavel Běloušek – violoncello
- Ctibor Příhoda – violoncello
- Kryštof Lecian – violoncello
- Vojtěch Masnica – contrabbasso
- Rostislav Dvrdík – contrabbasso
- Tomáš Josífko – contrabbasso
- Jiři Skuhra – flauto traverso
- Zdeněk Rys – oboe
- Aleš Hustoles – clarinetto
- Luboš Hucek – fagotto
- Marek Zvolánek – tromba
- Svatopluk Zaal – tromba
- Martin Pavluš – tromba
- Stanislav Penk – trombone
- Aleš Vopelka – trombone
- Tomáš Bialko – trombone
- František Pok – corno francese
- Jiři Lisý – corno francese
- Jan Mach – corno francese
- Pavel Jirásek – corno francese
- Luděk Hrabec – tuba

Produzione
- Joost van den Broek – produzione, missaggio, ingegneria del suono, montaggio
- Epica – produzione
- Jos Driessen – ingegneria del suono, montaggio
- Jens Kothe – ingegneria del suono (Bader Studios)
- Jan Holzner – ingegneria del suono (Smecky Music Studios)
- Kevin Codfert – ingegneria del suono (Kevin Codfert's Studio)
- Darius van Helfteren – mastering
- Jaap Toorenaar – traduzioni dall'inglese al latino
- Gjalt Lucassen – traduzioni dall'inglese al latino
- Zaher Zorgati – traduzioni dall'inglese all'arabo
- Stefan Heilemann – copertina, design, fotografia
- Tim Tronckoe – fotografia
- Ferdinando Scavone – fotografia
- Ettore Maria Garozzo – fotografia

### Omegacoustic
Gruppo
- Simone Simons – voce
- Isaac Delahaye – chitarre acustiche e classiche, ukulele, fischi, cori
- Coen Janssen – pianoforte, fisarmonica, Fender Rhodes, organo Hammond, percussioni, cori
- Rob van der Loo – basso acustico
- Ariën van Weesenbeek – batteria, percussioni

Altri musicisti
- Kamerkoor PA'dam – coro
- Marcela Bovio – cori
- Linda Janssen – cori
- Joost van den Broek – cori
- Ben Mathot – violino
- Jeroen Goossens – flauti, fischi

Produzione
- Joost van den Broek – arrangiamenti acustici, produzione, ingegneria del suono, montaggio, missaggio
- Epica – arrangiamenti acustici, produzione
- Jos Driessen – ingegneria del suono, montaggio
- Darius van Helfteren – mastering
- Marcela Bovio – traduzioni dall'inglese allo spagnolo

## Successo commerciale
Nella classifica giapponese delle vendite fisiche e digitali Omega ha esordito al 113º posto.

## Classifiche
| Classifica (2021)          | Posizione massima |
| -------------------------- | ----------------- |
| Austria                    | 15                |
| Belgio (Fiandre)           | 6                 |
| Belgio (Vallonia)          | 14                |
| Finlandia                  | 18                |
| Francia                    | 49                |
| Germania                   | 4                 |
| Italia                     | 74                |
| Paesi Bassi                | 7                 |
| Polonia                    | 11                |
| Portogallo                 | 25                |
| Regno Unito                | 73                |
| Regno Unito (independent)  | 7                 |
| Regno Unito (rock & metal) | 4                 |
| Repubblica Ceca            | 30                |
| Spagna                     | 22                |
| Stati Uniti (heatseekers)  | 8                 |
| Svizzera                   | 5                 |